# Élections générales taïwanaises de 2016
Cet article court présente un sujet plus développé dans : Élection présidentielle taïwanaise de 2016 et Élections législatives taïwanaises de 2016.

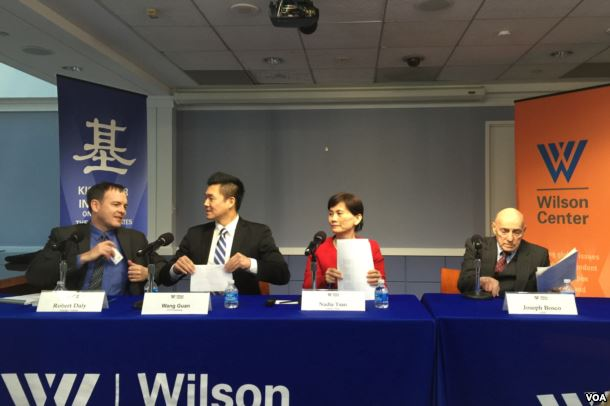
Elections générales de la République de Chine en 2016 présentées à la télévision.

Des élections générales ont eu lieu à Taïwan, officiellement la République de Chine, le samedi 16 janvier 2016 afin d'élire le président et le vice-président de la république de Chine (en) ainsi que les 113 membres du neuvième Yuan législatif.